# Elżbieta Streker-Dembińska
Elżbieta Streker-Dembińska (ur. 3 listopada 1954 w Koninie) – polska polityk, samorządowiec, senator V kadencji, posłanka na Sejm VI kadencji.

## Życiorys
Ukończyła w 1978 studia na Wydziale Elektrycznym Politechniki Poznańskiej z dyplomem magistra inżyniera elektroenergetyka, później także studia podyplomowe w Instytucie Nauk Prawnych PAN w Warszawie (Studium Prawno-Samorządowe i Studium Europejskiego Prawa Samorządowego). Pracowała w Fabryce Budowy Fortepianów i Pianin „Calisia” w Kaliszu oraz jako dyrektor biura w Federacji Stowarzyszeń Naukowo-Technicznych NOT w Koninie.
W 1998 została wybrana na starostę konińskiego, w latach 1999–2005 przewodniczyła konwentowi powiatów województwa wielkopolskiego. W lutym 2005, po wyborach uzupełniających, objęła mandat senatora po powołaniu dotychczasowego senatora Ryszarda Sławińskiego w skład Krajowej Rady Radiofonii i Telewizji. We wrześniu 2005 bez powodzenia ubiegała się o reelekcję.
W 2001 wstąpiła do Sojuszu Lewicy Demokratycznej, weszła w skład władz regionalnych tej partii. Działa m.in. w zarządzie Towarzystwa Przyjaciół Dzieci oraz we władzach Ochotniczej Straży Pożarnej w powiecie konińskim i województwie wielkopolskim. W 2006 została prezesem rady Federacji Stowarzyszeń Naukowo-Technicznych NOT w Koninie. W tym samym roku uzyskała mandat radnej sejmiku wielkopolskiego, przewodniczyła komisji rewizyjnej sejmiku.
W wyborach parlamentarnych w 2007 została wybrana na posłankę VI kadencji, kandydując z listy koalicji Lewica i Demokraci w okręgu konińskim i otrzymując 6070 głosów. W kwietniu 2008 zasiadła w Klubie Poselskim Lewica, który we wrześniu 2010 przekształcono w KP SLD. W 2011 nie uzyskała poselskiej reelekcji. W 2014 bez powodzenia kandydowała do Parlamentu Europejskiego, w tym samym roku została radną miejską w Koninie. W 2015 ponownie wystartowała do Sejmu, reprezentując SLD w ramach Zjednoczonej Lewicy.
W 2001 otrzymała Srebrny Krzyż Zasługi.